# Seleccions de la Copa del Món de Rugbi 2003
Aquest article és una llista dels jugadors que componien les diferents seleccions de la Copa del Món de Rugbi de 2003.

## Grup A

### Austràlia
Entrenador:  /  Eddie Jones
1. Matt Burke
2. Chris Latham
3. Matt Giteau
4. Nathan Grey
5. Stirling Mortlock
6. Mat Rogers
7. Morgan Turinui
8. Joe Roff
9. Wendell Sailor
10. Lote Tuqiri
11. Elton Flatley
12. Stephen Larkham
13. George Gregan
14. Chris Whitaker
15. Al Baxter
16. Ben Darwin
17. Peter Fa'alau
18. Bill Young
19. Brendan Cannon
20. Jeremy Paul
21. David Giffin
22. Justin Harrison
23. Nathan Sharpe
24. Daniel Vickerman
25. Matt Cockbain
26. David Croft
27. George Smith
28. Phil Waugh
29. David Lyons
30. John Roe

### Irlanda
Entrenador: Eddie O'Sullivan
1. Tyrone Howe
2. Girvan Dempsey
3. Paddy Wallace
4. Kevin Maggs
5. Brian O'Driscoll
6. Anthony Horgan
7. Shane Horgan
8. John Kelly
9. David Humphreys
10. Ronan O'Gara
11. Neil Doak
12. Guy Easterby
13. Peter Stringer
14. Simon Best
15. Reggie Corrigan
16. John Hayes
17. Marcus Horan
18. David Wallace
19. Shane Byrne
20. Frankie Sheahan
21. Keith Wood
22. Gary Longwell
23. Donncha O'Callaghan
24. Paul O'Connell
25. Malcolm O'Kelly
26. Victor Costello
27. Simon Easterby
28. Keith Gleeson
29. Anthony Foley
30. Eric Miller

### Argentina
Entrenador: Marcelo Loffreda
1. Ignacio Corleto
2. Manuel Contepomi
3. Martin Gaitan
4. José Orengo
5. Diego Albanese
6. José María Nuñez Piossek
7. Hernan Senillosa
8. Felipe Contepomi
9. Juan Fernandez Miranda
10. Juan Hernández
11. Gonzalo Quesada
12. Nicolas Fernandez Miranda
13. Agustín Pichot
14. Roberto Grau
15. Omar Hasan
16. Mauricio Reggiardo
17. Rodrigo Roncero
18. Martin Scelzo
19. Mario Ledesma
20. Federico Mendez
21. Patricio Albacete
22. Rimas Alvarez
23. Ignacio Fernandez Lobbe
24. Pedro Sporleder
25. Pablo Bouza
26. Martin Durand
27. Rolando Martin
28. Lucas Ostiglia
29. Santiago Phelan
30. Gonzalo Longo

### Romania
Entrenador:  Bernard Charreyre
1. Danut Dumbrava
2. Romeo Gontineac
3. Valentin Maftei
4. Gabriel Brezoianu
5. Vasile Ghioc
6. Cristian Sauan
7. Ion Teodorescu
8. Mihai Vioreanu
9. Bogdan Voicu
10. Ionut Tofan
11. Iulian Andrei
12. Cristian Podea
13. Lucian Sirbu
14. Silviu Florea
15. Paulica Ion
16. Cezar Popescu
17. Marcel Socaciu
18. Petrişor Toderasc
19. Petru Balan
20. Răzvan Mavrodin
21. Marius Pantelimon
22. Cristian Petre
23. Augustin Petrechei
24. Sorin Socol
25. George Chiriac
26. Marius Niculai
27. Florin Tatu
28. Ovidiu Tonita
29. Bogdan Tudor
30. Marian Tudori

### Namíbia
Entrenador:  David Waterston
1. Deon Grunschloss
2. Jurie Booysen
3. Vincent Dreyer
4. Du Preez Grobler
5. Corne Powell
6. Deon Mouton
7. Melrick Africa
8. Morne Schreuder
9. Rudi van Vuuren
10. Emile Wessels
11. Hakkies Husselman
12. Regardt Kruger
13. Ronaldo Pedro
14. Neil Swanepoel
15. Andries Blaauw
16. Neil du Toit
17. Johan Jenkins
18. Kees Lensing
19. Phillipus Isaacs
20. Johannes Meyer
21. Cor Van Tonder
22. Archie Graham
23. Eben Isaacs
24. Heino Senekal
25. Shaun van Rooi
26. Wolfie Duvenhage
27. Herman Lintvelt
28. Schalk van der Merwe
29. Sean Furter
30. Jurgens van Lill

## Grup B

### França
Entrenador: Bernard Laporte
1. Jean-Jacques Crenca
2. Raphaël Ibañez
3. Sylvain Marconnet
4. Fabien Pelous
5. Jérôme Thion
6. Serge Betsen
7. Olivier Magne
8. Imanol Harinordoquy
9. Fabien Galthié
10. Frédéric Michalak
11. Christophe Dominici
12. Yannick Jauzion
13. Tony Marsh
14. Aurélien Rougerie
15. Dimitri Yachvili
16. Yannick Bru
17. Olivier Brouzet
18. Olivier Milloud
19. Gérald Merceron
20. Damien Traille
21. Brian Liebenberg
22. David Auradou
23. Clément Poitrenaud
24. Sébastien Chabal
25. Xavier Garbajosa
26. Jean-Baptiste Poux
27. Christian Labit
28. Nicolas Brusque
29. Patrick Tabacco
30. Pépito Elhorga

### Escòcia
Entrenador: Ian McGeechan
1. Cameron Mather
2. Glenn Metcalfe
3. Andy Craig
4. Andrew Henderson
5. Ben Hinshelwood
6. James McLaren
7. Simon Danielli
8. Kenny Logan
9. Chris Paterson
10. Nikki Walker
11. Gordon Ross
12. Gregor Townsend
13. Graeme Beveridge
14. Michael Blair
15. Bryan Redpath
16. Bruce Douglas
17. Allan Jacobsen
18. Gordon McIlwham
19. Tom Smith
20. Gordon Bulloch
21. Dougie Hall
22. Rob Russell
23. Stuart Grimes
24. Nathan Hines
25. Scott Murray
26. Martin Leslie
27. Jason White
28. Ross Beattie
29. Jon Petrie
30. Simon Taylor

### Fiji
Entrenador: Mac McCallion
1. Isikeli Nacewa
2. Seru Rabeni
3. Epeli Ruivadra
4. Aisea Tuilevu
5. Alfred Uluinayau
6. Rupeni Caucaunibuca
7. Vilimoni Delasau
8. Norman Ligairi
9. Saimoni Rokini
10. Marika Vunibaka
11. Nicky Little
12. Moses Rauluni
13. Jacob Rauluni
14. Richard Nyholt
15. Isaia Rasila
16. Nacanieli Seru
17. Joeli Veitayaki
18. Bill Gadolo
19. Greg Smith
20. Emori Katalau
21. Kele Leawere
22. Api Naevo
23. Alifereti Doviverata
24. Sisa Koyamaibole
25. Ifereimi Rawaqa
26. Kitione Salawa
27. Setareki Tawake
28. Vula Maimuri
29. Koli Sewabu
30. Samisoni Rabaka
31. Alivereti Mocelutu

### Estats Units
Entrenador: Tom Billups
1. John Buchholz
2. Paul Emerick
3. Link Wilfley
4. Kain Cross
5. Philip Eloff
6. Jason Keyter
7. Salesi Sika
8. David Fee
9. Mose Timoteo
10. Riaan van Zyl
11. Mike Hercus
12. Matt Sherman
13. Kevin Dalzell
14. Kimball Kjar
15. Daniel Dorsey
16. Richard Liddington
17. Mike MacDonald
18. John Tarpoff
19. Jacob Waasdorp
20. Kirk Khasigian
21. Matthew Wyatt
22. Luke Gross
23. Gerhard Klerck
24. Alec Parker
25. Todd Clever
26. Oloseti Fifita
27. Jurie Gouws
28. Dave Hodges
29. Kort Schubert
30. Dan Lyle

### Japó
Entrenador: Shogo Mukai
1. Tsutomu Matsuda
2. Takashi Yoshida
3. George Konia
4. Yukio Motoki
5. Hideki Namba
6. Ruben Parkinson
7. Junichi Hojo
8. Toru Kurihara
9. Daisuke Ohata
10. Hirotoki Onozawa
11. Keiji Hirose
12. Andrew Miller
13. Yuji Sonoda
14. Takashi Tsuji
15. Shin Hasegawa
16. Masahiko Toyoyama
17. Masahito Yamamoto
18. Ryō Yamamura
19. Masao Amino
20. Masaaki Sakata
21. Takahiro Hayano
22. Hajime Kiso
23. Koichi Kubo
24. Adam Parker
25. Ryota Asano
26. Takuro Miuchi
27. Naoya Okubo
28. Yasunori Watanabe
29. Takeomi Ito
30. Yuya Saito

## Grup C

### Anglaterra
Entrenador: Clive Woodward
1. Iain Balshaw
2. Josh Lewsey
3. Jason Robinson
4. Stuart Abbott
5. Will Greenwood
6. Mike Tindall
7. Ben Cohen
8. Dan Luger
9. Mike Catt
10. Paul Grayson
11. Jonny Wilkinson
12. Kyran Bracken
13. Matt Dawson
14. Andy Gomarsall
15. Jason Leonard
16. Danny Grewcock
17. Simon Shaw (lesionat)
18. Phil Vickery
19. Julian White
20. Trevor Woodman
21. Mark Regan
22. Steve Thompson
23. Dorian West
24. Martin Johnson (c)
25. Ben Kay
26. Neil Back
27. Martin Corry
28. Richard Hill
29. Lewis Moody
30. Lawrence Dallaglio
31. Joe Worsley

### Sud-àfrica
Entrenador: Rudolph Straeuli
1. Thinus Delport
2. Werner Greeff
3. Ricardo Loubscher
4. Jaco van der Westhuyzen
5. De Wet Barry
6. Jaque Fourie
7. Jorrie Muller
8. Breyton Paulse
9. Stefan Terblanche
10. Ashwin Willemse
11. Derick Hougaard
12. Louis Koen
13. Neil de Kock
14. Joost van der Westhuizen
15. Richard Bands
16. Christo Bezuidenhout
17. Faan Rautenbach
18. Dale Santon
19. Lawrence Sephaka
20. Danie Coetzee
21. John Smit
22. Selborne Boome
23. Bakkies Botha
24. Victor Matfield
25. Schalk Burger
26. Corne Krige
27. Danie Rossouw
28. Hendro Scholtz
29. Joe van Niekerk
30. Juan Smith

### Samoa
Entrenador:  John Boe
1. Fa'atonu Fili
2. Terry Fanolua
3. Peter Poulos
4. Dale Rasmussen
5. Romi Ropati
6. Lome Fa'atau
7. Ron Fanuatanu
8. Dominic Feaunati
9. Brian Lima
10. Sailosi Tagicakibau
11. Earl Va'a
12. Tanner Vili
13. John Senio
14. Steven So'oialo
15. Denning Tyrell
16. Kas Lealamanua
17. Simon Lemalu
18. Jeremy Tomuli
19. Tamato Leupolu
20. Jonathan Meredith
21. Mahonri Schwalger
22. Leo Lafaiali'I
23. Opeta Palepoi
24. Kitiona Viliamu
25. Michael von Dincklage
26. Maurie Fa'asavalu
27. Patrick Segi
28. Semo Sititi
29. Des Tuiavi'I
30. Siaosi Vaili

### Uruguai
Entrenador: Diego Ormaechea
1. Juan Menchaca
2. Joaquin Pastore
3. Diego Aguirre
4. Joaquin De Freitas
5. Martin Mendaro
6. Diego Reyes
7. Carlos Baldassari
8. Alfonso Cardoso
9. Emiliano Ibarra
10. Jose Viana
11. Sebastián Aguirre
12. Bernardo Amarillo
13. Emiliano Caffera
14. Juan Campomar
15. Eduardo Berruti
16. Diego Lamelas
17. Pablo Lemoine
18. Juan Machado
19. Rodrigo Sánchez
20. Guillermo Storace
21. Juan Andres Perez
22. Juan Álvarez
23. Juan Alzueta
24. Juan Carlos Bado
25. Rodrigo Capo Ortega
26. Nicolas Brignoni
27. Ignacio Conti
28. Nicolas Grille
29. Marcelo Gutierrez
30. Hernan Ponte

### Geòrgia
Entrenador:  Claude Saurel
1. Bessik Khamashuridze
2. Otar Eloshvili
3. Irakli Guiorgadze
4. Vasil Katsadze
5. Tedo Zibzibadze
6. Archil Kavtarashvili
7. Badri Khekhelashvili
8. Gocha Khonelidze
9. Irakli Machkhaneli
10. Malkhaz Urjukashvili
11. Paliko Jimsheladze
12. Irakli Modebadze
13. Irakli Abuseridze
14. Merab Kvirikashvili
15. David Dadunashvili
16. Alexandre Margvelashvili
17. Soso Nikolaenko
18. Goderdzi Shvelidze
19. Àkvsenti Guiorgadze
20. Avtandil Kopaliani
21. Victor Didebulidze
22. Sergo Gujaraidze
23. Zurab Mtchedlishvili
24. Vano Nadiradze
25. David Bolgashvili
26. George Chkhaidze
27. Gia Labadze
28. George Tsiklauri
29. Gregoire Yachvili
30. Ilia Zedginidze

## Grup D

### Nova Zelanda
Entrenador: John Mitchell
1. Ben Blair
2. Leon MacDonald
3. Mils Muliaina
4. Daniel Carter
5. Ma'a Nonu
6. Tana Umaga
7. Doug Howlett
8. Caleb Ralph
9. Joe Rokocoko
10. Aaron Mauger
11. Carlos Spencer
12. Steve Devine
13. Byron Kelleher
14. Justin Marshall
15. Dave Hewett
16. Carl Hoeft
17. Kees Meeuws
18. Greg Somerville
19. Corey Flynn
20. Mark Hammett
21. Keven Mealamu
22. Chris Jack
23. Brad Thorn
24. Ali Williams
25. Daniel Braid
26. Marty Holah
27. Richie McCaw
28. Reuben Thorne
29. Jerry Collins
30. Rodney So'oialo

### Gal·les
Entrenador:  Steve Hansen
1. Kevin Morgan
2. Rhys Williams
3. Iestyn Harris
4. Sonny Parker
5. Mark Taylor
6. Garan Evans
7. Mark Jones
8. Tom Shanklin
9. Gareth Thomas
10. Stephen Jones
11. Ceri Sweeney
12. Gareth Cooper
13. Dwayne Peel
14. Shane Williams
15. Paul James
16. Gethin Jenkins
17. Adam Jones
18. Iestyn Thomas
19. Huw Bennett
20. Mefin Davies
21. Robin McBryde
22. Brent Cockbain
23. Gareth Llewellyn
24. Robert Sidoli
25. Chris Wyatt
26. Colin Charvis
27. Dafydd Jones
28. Jonathan Thomas
29. Martyn Williams
30. Alix Popham

### Itàlia
Entrenador:  John Kirwan
1. Mirco Bergamasco
2. Gert Peens
3. Matteo Barbini
4. Manuel Dallan
5. Andrea Masi
6. Cristian Stoica
7. Gonzalo Canale
8. Denis Dallan
9. Nicola Mazzucato
10. Francesco Mazzariol
11. Rima Wakarua
12. Matteo Mazzantini
13. Alessandro Troncon
14. Martin Castrogiovanni
15. Andrea Lo Cicero
16. Ramiro Martinez
17. Salvatore Perugini
18. Carlo Festuccia
19. Fabio Ongaro
20. Cristian Bezzi
21. Marco Bortolami
22. Carlo Checchinato
23. Santiago Dellape
24. Andrea Benatti
25. Mauro Bergamasco
26. Andrea De Rossi
27. Scott Palmer
28. Aaron Persico
29. Sergio Parisse
30. Matthew Phillips

### Canadà
Entrenador:  David Clark
1. Quentin Fyffe
2. James Pritchard
3. John Cannon
4. Marco di Girolamo
5. Matt King
6. Nikyta Witkowski
7. Sean Fauth
8. Dave Lougheed
9. Winston Stanley
10. Jared Barker
11. Bob Ross
12. Ryan Smith
13. Ed Fairhurst
14. Morgan Williams
15. Garth Cooke
16. Rod Snow
17. Jon Thiel
18. Kevin Tkachuk
19. Aaron Abrams
20. Mark Lawson
21. Jamie Cudmore
22. Mike James
23. Ed Knaggs
24. Jeff Reid
25. Colin Yukes
26. Jim Douglas
27. Adam van Staveren
28. Ryan Banks
29. Al Charron
30. Josh Jackson

### Tonga
Entrenador:  Jim Love
1. Pierre Hola
2. Sukanaivalu Hufanga
3. Gus Leger
4. Johnny Ngauamo
5. John Payne
6. Tevita Tu'ifua
7. Pila Fifita
8. Sione Fonua
9. Sila Va'enuku
10. Anthony Alatini
11. Sateki Tu'ipulotu
12. Lisiate Ulufonua
13. Sililo Martens
14. David Palu
15. Heamani Lavaka
16. Tonga Lea'aetoa
17. Kisi Pulu
18. Kafalosi Tonga
19. Viliami Ma'asi
20. Ephram Taukafa
21. Milton Ngauamo
22. Viliami Vaki
23. Stanley Afeaki
24. Inoke Afeaki
25. Edward Langi
26. Nisifolo Naufahu
27. Sione Tu'Amoheloa
28. Ipolito Fenukitau
29. Benhur Kivalu
30. Usaia Latu